# 武州おおぞら野球団
武州おおぞら野球団（ぶしゅうおおぞらやきゅうだん）は、埼玉県に本拠地を置き、日本野球連盟に所属する社会人野球のクラブチームである。
2024年までのチーム名は一球幸魂倶楽部（いっきゅうさいたまくらぶ）で、「一球幸魂」は、一球入魂と埼玉県の名前の由来を絡ませた造語。

## 概要
元西武ライオンズの大塚光二が、2005年12月15日に「埼玉硬式野球倶楽部（仮称）」として設立。
2006年1月18日にチームの正式名称が『一球幸魂倶楽部』に決まった。埼玉県所沢市に本拠地を置き、同年6月に日本野球連盟への加盟が認められ、9月19日付けで公示された。
2025年2月、チーム名を『武州おおぞら野球団』に変更。本拠地は埼玉県としている。

## 設立・沿革
- 2005年12月 - 大塚光二が埼玉県を本拠地とするクラブチーム構想を発表
- 2006年1月 - チーム名が『一球幸魂倶楽部』に決定
- 2006年6月 - 日本野球連盟に加盟
- 2025年2月 - チーム名を『武州おおぞら野球団』に変更

## 元プロ野球選手の競技者登録
- 大塚光二 - 監督→総監督→退団（元：西武ライオンズ）
- 安藤信二 - 選手兼任コーチ→監督→退団（元：西武ライオンズ）
- 大友進 - 選手兼任コーチ→退団（元：西武ライオンズ、中日ドラゴンズ）
- 中濱裕之 - 選手→退団（元：大阪近鉄バファローズ、読売ジャイアンツ）
- 長見賢司 - コーチ兼外野手→退団（元：西武ライオンズ、横浜ベイスターズ）